# Chimpepefälle
Die Chimpepefälle liegen am Fluss Kalungwishi in der Nordprovinz in Sambia.

## Beschreibung
Chimpepe heißt so viel wie „überhängen“ und „heraushängen“, aber über die Chimpepefälle stürzt das Wasser einfach nur 20 m senkrecht in die Tiefe. Hier wird der Bream, hier eine Buntbarschart, gefangen, für die Einheimischen ein köstlicher Fisch. 
Der Fluss Kalungwishi bietet eine ganze Reihe imposanter Wasserfälle: die Lumangwe-Fälle, Chimpepefälle, Kabwelumafälle, Kundabwikufälle und Mumbulumafälle.